# Біженці

Табір «Українська робітнича оселя» у Ґіссені (Німеччина) для біженців-українців (фото з 1948 р.)

Бі́женці (або утікачі) — особи, які внаслідок обґрунтованих побоювань стали жертвою переслідувань за ознаками раси, віросповідання, національності, громадянства (підданства), належності до певної соціальної групи або політичних переконань, перебувають за межами своєї країни та не можуть або не бажають користуватися захистом цієї країни внаслідок таких побоювань.

## Історичне тло
Протягом історії людства голод та стихійні лиха іноді змушували людей покидати місця постійного проживання: як і в минулому, так і в наші часи, багато, шукаючи притулку, опинялися не зі своєї вини поза історичною батьківщиною — інші країни й народи давали притулок таким потребуючим.

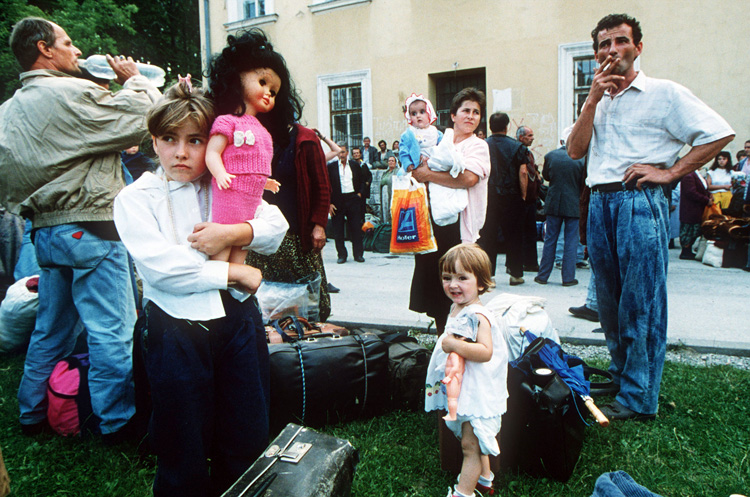
Біженці, що прибули до Травника (центральна Боснія) під час війни 1993 року

Закони про притулок для біженців поважали ще стародавні ацтеки, ассирійці, греки, євреї, мусульмани та інші; у Біблії є опис втечі поневолених ізраїльтян із Єгипту. Грецький філософ Платон ще понад 23 сторіччя тому писав: «Люди та боги повинні виявляти більшу любов іноземцеві, віддалених од своїх співвітчизників та родини. Тому потрібно вжити усіх застережень, щоб іноземцям не чинили лиха». Мало не два тисячоліття пізніш, у XV сторіччі, маври та євреї змушені були залишати Іспанію через інквізицію. У пошуках релігійної свободи в XVII сторіччі пуритани знайшли притулок у заокеанській колонії Пенсільванії, яка зараз є штатом США. А в XVIII сторіччі знать у Франції змушена емігрувати унаслідок французької революції. Гугеноти зазнавали переслідувань у Франції близько 250 років; чимало з них загинуло від рук католиків у Варфоломіївську ніч 24 серпня 1572 р.
Після зрушень Першої світової війни відбулося масове переміщення людей з малої Азії, Російської імперії та Балканів. У 1930-х роках чимало втекло з Китаю через вторгнення японської армії, а з Іспанії — унаслідок перемоги фашистів. А через нацистську загрозу 7 мільйонів євреїв та інших змушено покинути рідну батьківщини у час Другої світової війни.

### Біженці-українці

Біженці-українці в «Українській робітничій оселі» в Ґіссені (Німеччина) (фото з 1948 р.)

В українській історії поставала неодноразово проблема біженців. Перший масовий виїзд українців за кордон пов'язаний із політичними й сільськогосподарськими подіями з поворотом XVIII століття. Другий — під час Першої світової війни, коли українці залишали місця проживання внаслідок обставин воєнного часу. Проте чи не найбільша кількість біженців була у XX столітті: приблизно 200 000 вихідців з України, які опинилися з причин політичних у Європі внаслідок вибуху Другої світової війни, — відмовлялись повертатися в СРСР і згодом розселилися по різних континентах світу.

## Опис проблеми

### Глобальна криза
Хоч серед народів світу загально схвалюється ідея надання притулку, прибуття великого числа біженців на територію народа тривожить держави. Економічні наслідки величезні: кошти витрачаються з державних бюджетів на захист, прогодування, одягання та забезпечення житлом мільйонів витіснених за межі рідних батьківщин. За 1984–2003 роки щорічні витрати Управління Верховного комісара Організації Об'єднаних Націй у справах біженців (УВКБ) зросли у доларах США від 444 мільйонів до 1,16 мільярда. Велика частка грошей надходить від багатих держав, у яких інколи доволі своїх економічних проблем. Буває і так, що держави, які простягають руку міжнародної допомоги, скаржаться, на те що годі їм бути вдодатку відповідальними за безпритульних усієї планети, особливо тоді, коли видається, що проблема, мабуть аж ніяк не вирішується, а загострюється.
Безперечно примара ксенофобії — страх перед чузоземцями і ненависть до них — загострює проблему біженців. У деяких країнах вірять у те, що біженці загрожують національній сутності, культурі та роботі країни, а такі побоювання інколи й виливаються у насилля. «На європейському континенті відбувається один расистський напад майже на кожні три хвилини, — часто це стається в приймальних центрах для біженців».
|  | Хассан утік з рідної Чечні, йому вдалося потрапити до ЄС. Зараз він серед людей у приймальному пункті в Сековце. «Я не хочу нікого вбивати», — каже він, — «ні моїх співвітчизників чеченців, ні росіян. Але це неможливо у моїй країні. А будь-де у іншому місці тобі кажуть — ти чеченець, тому ти терорист». |

### Україна— тунель в Європу
Карпатські гори, кордон між Україною та Словаччиною, ретельно патрулюють з обох боків, незважаючи на протяжність: ними користуються як і мігранти, так і біженці задля досягнення Західної Європи. Саме в Україні Закарпатська область служить за зону нелегальної переправи в Європейський Союз — більшість тут перехоплених походять з таких сусідніх країн, як Росія (чеченці), Молдова та Грузія, з Кавказького регіону, і з віддалених країн, як-от: Китай, Індія, Бангладеш та В'єтнам. [джерело?]
2003 року кількість затриманих на кордоні нелегальних мігрантів збільшилась удвічі — від 2 274 до 4 486 у 2005 році. [джерело?] Неурядові організації підраховують, що такі цифри вказують ледве на 50 відсотків із тих, які намагаються нелегально перетнути кордон.
2005 року отримано 797 заяв — майже 50 % нових шукачів притулку, зареєстрованих в Україні. Однак попри велику кількість звернень, загалом рівень визнання біженцями в Україні у 2005 році визнано меншим за 0,4 відсотки. 2006 року жодному з тих, що внесли заяви у Закарпатській області, не надано статус біженця.

### Німеччина
В серпні 2019-го ФРН вирішила змінити законодавство щодо біженців, згідно якого біженці, що продовжують відвідувати країну, з якої втекли, втрачатимуть право на притулок, і будуть депортовані назад.

### Міжнародна підтримка
У XX сторіччі кількість біженців стрімко зросла. Намагаючись допомогти 1,5 мільйонам біженців після Другої світової війни, 1951 року було засновано Управління Верховного комісара Організації Об'єднаних Націй у справах біженців (УВКБ ООН). Планувалось, що Управління проіснує три роки, виходячи з міркування, що невдовзі біженці адаптуються у суспільствах, які надали їм притулок, Після цього був намір розпустити цю організацію.
1975 року налічувалось близько 2,4 млн біженців. Через десять років — 10,5 млн, а 1995 року кількість людей, що отримали захист та допомогу від УВКБ, зросла до 27,4 млн.
Перший Верховний Комісар ООН у справах біженців почав свою роботу 1 січня 1951 року, за кілька місяців до ухвалення Конвенції. У наступні десятиліття цей документ став підґрунтям для зусиль агенції, спрямованих на захист і допомогу близько 50 мільйонам біженців.
Цей перший документ обмежувався захистом переважно європейських біженців після Другої світової війни. Однак Протокол 1967 року розширив сферу застосування Конвенції, оскільки проблема переміщення поширилася у всьому світі. Початковий документ також став прикладом для регіональних ініціатив, таких, як африканська Конвенція про біженців 1969 року та латиноамериканська Картахенська декларація 1984 року
4 грудня 1952 року Данія стала першою країною, яка ратифікувала Конвенцію. З того часу 145 держав приєдналися до одного чи обох документів (Конвенції 1951 року та Протоколу 1967 року). Однак з часом змінилися шляхи глобальної міграції, а останніми роками значно збільшилася кількість людей, що мігрують. Тому відповідність Конвенції 1951 року іноді піддається сумнівам, зокрема в Європі, континенті її ухвалення.

## Цікаві факти
- Внаслідок частих неврожаїв в Ефіопії селяни змушені кидати рідні села і жити в таборах, сподіваючись лише на гуманітарну допомогу.
- 1947 року близько 5 млн індусів та сикхів втекло з Пакистану до Індії, а мусульмани водночас тікали з Індії до Пакистану.
- По закінченні в 1975 році війни у В'єтнамі сотні тисяч в'єтнамців покинули країну морським шляхом.
- Через громадянську війну в Афганістані в 1979 році рідні домівки покинули майже 4 млн афганців.
- Переважна кількість біженців-дітей вважають, що зелена трава — це їжа, а не те, на чому можна побавитись та побігати.[11]
- Ісус Христос був біженцем.

(Йосип І Марія разом із своїм сином Ісусом жили у Вифлеємі. Астрологи, що прийшли до них зі Сходу з подарунками, принесли золото, ладан та смирну. Після того як вони пішли, Йосипові з'явився ангел і сказав: «Уставай, візьми Дитятко та матір Його, і втікай до Єгипту, і там зоставайся, аж поки скажу тобі, бо Дитятка шукатиме Ірод, щоб Його погубити» Швидко ці троє вирушили в іншу країну шукали притулку, таким чином вони стали біженцями).

## Нормативні документи
- Про біженців та осіб, які потребують додаткового або тимчасового захисту: Верховна Рада України; Закон від 08.07.2011 № 3671-VI [Архівовано 13 вересня 2012 у Wayback Machine.]
- Конвенція про статус біженців: ООН; Конвенція, Міжнародний документ, Коментар від 28.07.1951 [Архівовано 1 липня 2012 у Wayback Machine.]
- Протокол щодо статусу біженців: ООН; Протокол, Міжнародний документ від 16.12.1966 [Архівовано 12 січня 2014 у Wayback Machine.]